# Cressida (satelit)
Există și un asteroid numit 548 Kressida.
Cressida /kre'sːi.da/ este un satelit interior al lui Uranus. A fost descoperit din imaginile realizate de Voyager 2 pe 9 ianuarie 1986 și a primit denumirea temporară S/1986 U 3. A fost numit după Cressida, fiica troiană a lui Calchas, o eroină tragică care apare în piesa lui William Shakespeare, Troilus și Cresida (precum și în poveștile lui Geoffrey Chaucer și alții). Este desemnat și Uranus IX. 
Cressida aparține grupului de sateliți Portia, care-i include pe Bianca, Desdemona, Juliet, Portia, Rosalind, Cupid, Belinda și Perdita. Acești sateliți au orbite și proprietăți fotometrice similare. În afară de orbita sa, raza de 41 km și albedo-ul geometric de 0,08, nu se știe practic nimic despre ea.
În imaginile Voyager 2, Cressida apare ca un obiect alungit, axa sa majoră îndreptată spre Uranus. Raportul axelor sferoidului prolat al lui Cressida este de 0,8 ± 0,3. Suprafața sa este de culoare gri. 
Cressida orbitează aproape de o rezonanță de 3:2 cu inelul η, unul dintre inelele lui Uranus. Perturbațiile formei inelului oferă o modalitate de a măsura masa lui Cressida, care s-a dovedit a fi de 2,5±0,4 ×1017 kg. Cressida este singurul satelit mic al lui Uranus pentru care masa a fost măsurată direct. 
Cressida se poate ciocni cu Desdemona în următorii 100 de milioane de ani. 